# 드라비다 6군주
드라비다 육군주(இராசரட்டைப் பாண்டியர்)는 5세기 아시아 판디아 왕조 출신의 아누라다푸라 왕국의 군주 6명들의 총칭이다. 이들은 5세기 아시아 타밀 시대 판디아 왕조 출신으로 452년 스리랑카섬 아누라다푸라 왕국의 왕실 불교계 군벌 영수 다투세나(Dhatusena) 장군의 군사 쿠데타로 인하여 모리야 왕조가 개창될 때까지 아누라다푸라 왕국을 다스렸다. 그리고 여기서 말하는 6군주는 판두(Pandu)· 파린두(Parindu)· 쿠다 파린다(Khudda Parinda)· 티리타라(Tiritara)· 다티야(Dathiya)· 피티야(Pithiya)를 가리킨다. 이들 가운데 최후 군주 피티야(Pithiya)의 경우에, 그의 7촌 조카딸은 447년 다투세나 장군의 측실(側室)로 간택되었는데 452년 군주 피티야의 7촌 조카사위뻘이자 판드야 왕조의 인척뻘이 되는 왕실계 귀족이었던 다투세나 장군이 군벌 영수의 지위를 이용하여 쿠데타를 일으키고, 결국 피티야 군주를 참(斬, 암살 시해)하며 드라비다 6군주의 시대는 끝나게 된다.

## 같이 보기
- 스리랑카의 역사